# Dziennik Literacki (1852—1870)
«Dziennik Literacki» (Дзенник Литерацки, букв. Литературный дневник) общественно-литературный еженедельный журнал на польском языке, издававшийся во Львове с 1852 по 1870 г. (с перерывом в 1855 г.). 
С журналом сотрудничали видные польские писатели, в частности, Карл Шайноха, Михаил Балуцкий, Владислав Лозинский, Корнель Уейский и Юзеф Шуйский.